# Orphana wagenknechti
Orphana wagenknechti is een vliesvleugelig insect uit de familie Andrenidae. De wetenschappelijke naam van de soort is voor het eerst geldig gepubliceerd in 1971 door Rozen.